# Krétai csata
A krétai csata (németül: Luftlandeschlacht um Kreta, görögül: Μάχη της Κρήτης) a második világháború jelentős hadművelete volt, amelynek során a tengelyhatalmak elfoglalták Kréta szigetét a védekező szövetségesektől (a Brit Nemzetközösség és Görögország csapataitól). 
A csata 1941. május 20-án kezdődött, amikor a németek Merkur hadművelet néven több ezer ejtőernyőst dobtak le, majd a későbbiekben légi úton további csapatokat szállítottak a szigetre.
A szövetséges véderőt a brit helyőrség, a Görögország kiürítése során a szigetre hozott szedett-vedett csapatok, valamint görög partizánok és önkéntesek, valamint sebtében szervezett görög alakulatok alkották.
A csata első napján a németek végrehajtották az addigi történelem legnagyobb ejtőernyős-hadműveletét. A ledobott katonák az első nap hatalmas veszteségeket szenvedtek a gyorsan eszmélő szövetségesektől (akiket hatékony hírszerző munka is segített). A második nap azonban – nem kis szerencséjüknek, valamint a szövetséges felső parancsnokság hibás helyzetértékelésének köszönhetően – sikerült elfoglalniuk
Maleme repülőterét, ahová további erősítéseket tudtak leszállítani, így úrrá lettek a helyzeten és 10 hosszú nap alatt legyűrték a rosszul felszerelt védők ellenállását. A vert szövetséges csapatokat tengeri úton szállították el, azonban sokuk a szigeten rekedt és fogságba esett, valamint a kiürítést végző Brit Királyi Haditengerészet is súlyos veszteségeket szenvedett.
A krétai csata több szempontból is „első” volt a háború során: ez volt az első, döntően légi szállításon alapuló hadművelet, a szövetségesek itt használták először érdemben a német Enigma rejtjelező rendszer megfejtésével nyert információkat, és a németek itt találkoztak először a polgári lakosság tömeges fegyveres ellenállásával.
Az elsőként ledobott német ejtőernyőscsapatok olyan súlyos veszteségeket szenvedtek, hogy Hitler a háború hátralévő részében megtiltott minden nagyszabású ejtőernyős-hadműveletet. A szövetséges parancsnokokra azonban mély benyomást tett az ejtőernyősök sikere, és a csata tanulságait levonva kezdtek bele a saját ejtőernyős-erőik nagyszabású fejlesztésébe.

## Előzmények

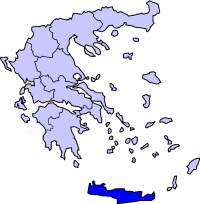
Kréta szigete Görögországban

Az első szövetséges csapatok a Görögország elleni olasz támadást követően, 1940. október 28-án érkeztek a szigetre. Az olasz támadást a görög csapatok visszaverték, azonban a németek beavatkozása megfordította az erőviszonyokat, és a mintegy 57 000 fős szövetséges csapattest feladni kényszerült Görögország szárazföldi területeit. A Brit Királyi Haditengerészet által lebonyolított kiürítés során sok szövetséges katona került Krétára, egyrészt hogy a sziget helyőrségét megerősítsék, másrészt átutazóban Egyiptom, a Brit Birodalom közel-keleti központja felé.
A csata kezdetekor a szövetségesek a szigeten és környékén jelentős szárazföldi erőkkel rendelkeztek, és a Brit Királyi Haditengerészetnek köszönhetően övék volt a fölény a tengeren is. A tengelyhatalmak uralták azonban az Égei-tenger feletti légteret, ezáltal megkönnyítve a saját csapataik mozgását és megnehezítve a szövetségesekét.

### Szövetséges erők
1941. április 30-án Bernard Freyberg új-zélandi tábornokot nevezték ki a szigeten állomásozó szövetséges erők parancsnokává. Csapatainak összetétele a következő volt: körülbelül 9000 görög katona, közülük a görög 5. (krétai) hadosztály 3 zászlóalja, körülbelül egy zászlóaljnyi helyi csendőr, a szintén egy zászlóaljnyi irákliói helyőrség (főként kiegészítő személyzet, írnokok, ellátás), valamint a szigetre menekített 12. és 20. görög hadosztályok maradékai. Ezen felül szerepet kaptak még a csatában a csendőrség kadétjai, valamint a szigetre szállított számos szervezés alatt álló görög kiképző- és menetzászlóalj.
A görög csapatok felszereltsége rendkívül szegényes volt. A hadsereg felszerelésének nagy része odaveszett a szárazföld kiürítésekor, nehézfegyverek egyáltalán nem maradtak, és sok katonának még puskát sem tudtak adni. A görögök rendelkezésére álló, nagyjából 50 géppuska első világháborús és még régebbi típus volt. Lőszerben is nagy hiány mutatkozott (kevesebb, mint 30 töltény puskánként). A görög hadsereg által használt (szintén első világháborús örökség) osztrák-magyar puskákhoz lőszert a szövetségesek sem tudtak adni. A szárazföldön rekedt a krétai 5. görög hadosztály, amelynek harcedzett, a nehéz terepet jól ismerő katonái talán megfordíthatták volna a csata sorsát.
A Brit Nemzetközösség csapatai a sziget 14 000 fős eredeti helyőrségéből, és körülbelül 25 000 a szárazföldről kiürített szedett-vedett katonából álltak. Itt is szinte teljesen hiányzott a nehézfegyverzet, és a kiürített katonák közül 10 000 egyáltalán nem volt hadra fogható (fegyvertelenek, dezertőrök, sebesültek). A csata kezdetén Freybergnek körülbelül 15 000 harcképes katonája volt, valamint 5000 fős sebtében felszerelt segédcsapat, illetve egy (javarészt) ausztrál tüzérüteg, szintén több alakulat maradványaiból összegyúrva. A szervezett alakulatok a 2. új-zélandi hadosztály, a 19. ausztrál dandár, valamint a 14. brit gyaloghadosztály voltak.
A sziget bővelkedett a kitűnő kikötőkben, valamint stratégiai fontosságú repülőterekkel is rendelkezett, amelyekről Délkelet-Európa fontosabb célpontjait lehetett elérni (pl. a ploiești olajmezők). A repülőtereket azonban a nyomasztó német légi fölény és az egyre gyakoribb bombázások miatt a Brit Királyi Légierő kiürítette.

### A tengelyhatalmak pozíciói
Április 28-án Hitler elrendelte a sziget megszállását. Mivel az Égei-tengeren a brit haditengerészet volt az úr, a partraszállás szóba sem kerülhetett. A német légi fölény lehetővé tette azonban egy nagyszabású deszanthadművelet megindítását, így a német parancsnokság emellett határozott.
A háború korábbi szakaszaiban a németek (sokkal kisebb méretben) már többször sikerrel alkalmaztak ejtőernyősöket és vitorlázógéppel szállított csapatokat (Dánia és Norvégia, a Benelux államok és Franciaország és a Peloponnészosz-félsziget elfoglalása során is).
Az eredeti tervek szerint a támadás május 16-án indult volna meg a 7. (légi) hadosztály ejtőernyőseivel és légideszantosaival, akik feladata a sziget kulcsfontosságú pontjainak és repülőtereinek megszállása lett volna, ahova azután a 22. légi szállítású hadosztály érkezett volna be. A támadást azonban elhalasztották május 20-ra, és a 22. hadosztály szerepét az 5. hegyi hadosztály vette át.

## Hírszerzés, felszerelés és utánpótlás

### Felderítés, hírszerzés

#### Szövetségesek

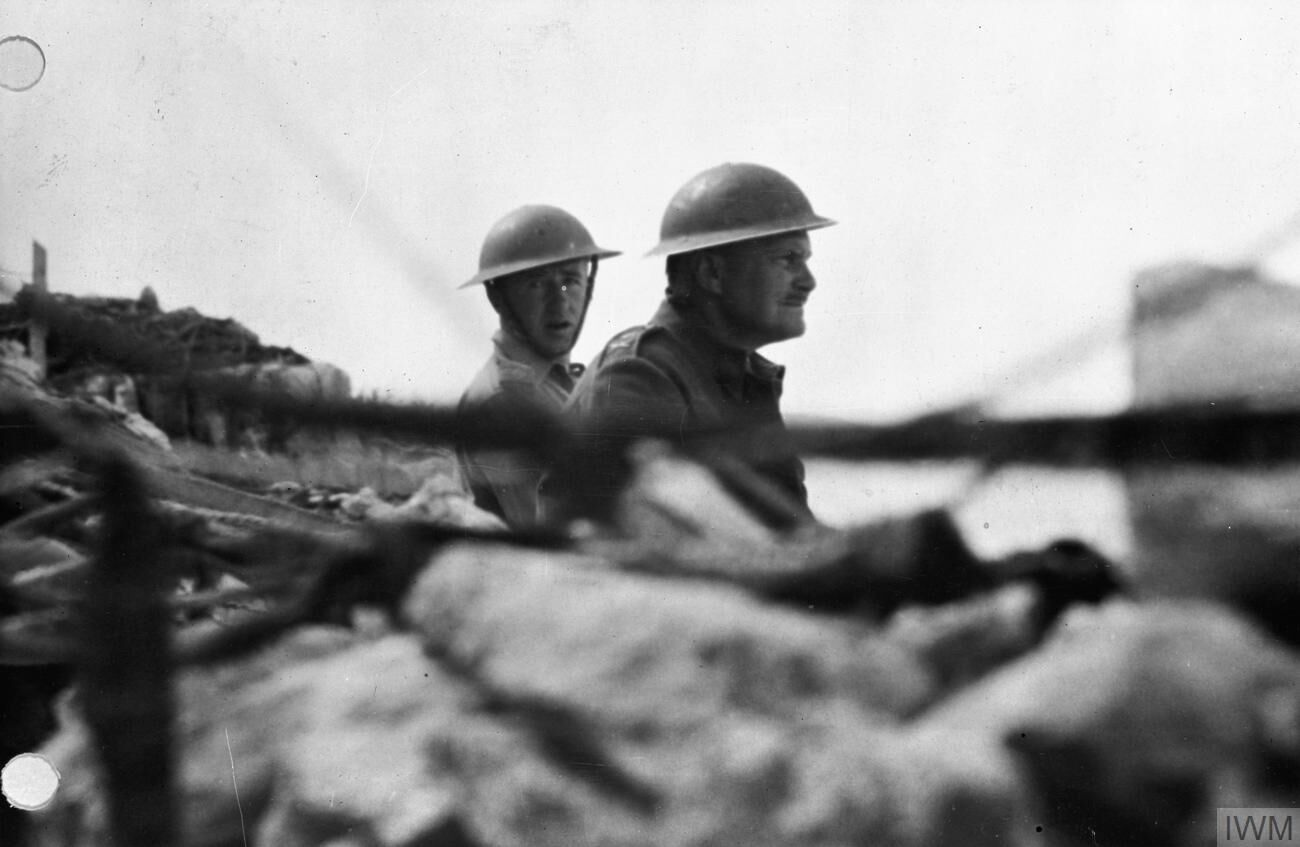
Freyberg tábornok a krétai csatában

Az Ultra kódfejtőinek köszönhetően a szövetséges parancsnokság meglehetős pontossággal ismerte a német terveket. Tájékoztatták Freyberg tábornokot, akik hozzáfogott a repülőterek és a sziget északi partjainak megerősítéséhez. A megfelelő felszerelés és utánpótlás hiánya azonban annyira megnehezítette a munkát, hogy Freyberg engedélyt kért a krétai repülőterek leszállópályáinak felrobbantására. Ezt azonban a felsőbb parancsnokság nem engedélyezte, a repülőterek későbbi hasznára gondolva. Ez a döntés végzetesnek bizonyult. Problémát okozott az is, hogy bár Freyberg megkapott minden visszafejtett német üzenetet, a fordítást nem katonai hírszerzők, hanem a kódfejtő projekten dolgozó civilek végezték, akik sok katonai szakkifejezést félreértettek és hibásan fordítottak.

#### Tengelyhatalmak
A német hírszerzés, annak ellenére, hogy jól szervezett hálózattal rendelkeztek a térségben, csak 5000 fős védőseregről tett jelentést (nem tudni, ez szándékos szabotázs, vagy kétbalkezes hírszerzőmunka eredménye volt-e). Az Abwehr azt is előrejelezte, hogy a krétai lakosság a német csapatokat felszabadítóként fogja köszönteni, mivel a krétaiak hagyományosan a görög politika köztársaság-párti ellenzékéhez tartoztak (a kormányzó királypárttal szemben). Ez súlyos tévedés volt.
A térségben állomásozó német 12. hadsereg saját hírszerzése már óvatosabb volt, bár ők is alábecsülték a szövetséges véderő méretét. Úgy számították, két hadosztály elegendő lesz a sziget elfoglalásához, de javasolták a 6. hegyi hadosztály Athénban tartását szükség esetére, ami bölcs előrelátásnak bizonyult.

### Szövetségesek
A szövetséges csapatok (mind a görög, mind a nemzetközösségi csapatok) felszereltsége a kiürítés következtében általánosságban nagyon rossz volt. A nehézfegyverzet szinte egésze a szárazföldön rekedt és sok volt a fegyvertelen katona. Freyberg tábornok azzal a rendkívül fonák helyzettel nézett szembe, hogy az ejtőernyős-támadás nem érte meglepetésként, viszont még a csekély felszereléssel ledobott ejtőernyősök fegyverzete is felülmúlta a védekezőkét.
A csekély légvédelmi tüzérség szintén nélkülözte a nagyobb kaliberű ütegeket, azonban jól kiképzett, álcázott és vezetett csapatai jelentős veszteséget okoztak a németeknek.
A szövetségesek rendelkeztek kb. 25 harckocsival, amelyek nagy része nem volt üzemképes, és csak páncéltörő lőszerük volt. A tankokat ezért fix pozíciókba ásták be, és géppuskafészeknek használták.

### Tengelyhatalmak
A német ejtőernyősök – a fegyvernem sajátosságaihoz képest – jól felszerelten indultak a csatába. Bőségesen el voltak látva géppisztolyokkal és könnyű géppuskákkal, sőt speciális tüzérségi eszközökkel is. A német ejtőernyős doktrínának azonban volt egy súlyos problémája, ami a rendszeresített ejtőernyő sajátosságaiból fakadt: az ernyő egy ponton, a katonák hátán kapcsolódott a hevederhez. Ennek megfelelően a katonák nem két lábra, hanem szinte hasra-négykézlábra érkeztek, és puskáik nélkül voltak kénytelenek ugrani. Leérkezés után a pisztollyal és tőrrel felfegyverzett ejtőernyősöknek meg kellett keresniük a külön tartályokban ledobott puskáikat és egyéb fegyverzetet. Ez idő alatt nagyon súlyos veszteségeket szenvedtek a távolabbról rájuk puskatüzet zúdító védekező csapatoktól.
A veszteségeket növelte az is, hogy a fenti szerkezetű német ejtőernyőt szinte lehetetlen volt irányítani, és a sziklás, köves nehéz talajon sok ejtőernyős sérült meg a földre érkezés során.

### Haditervek

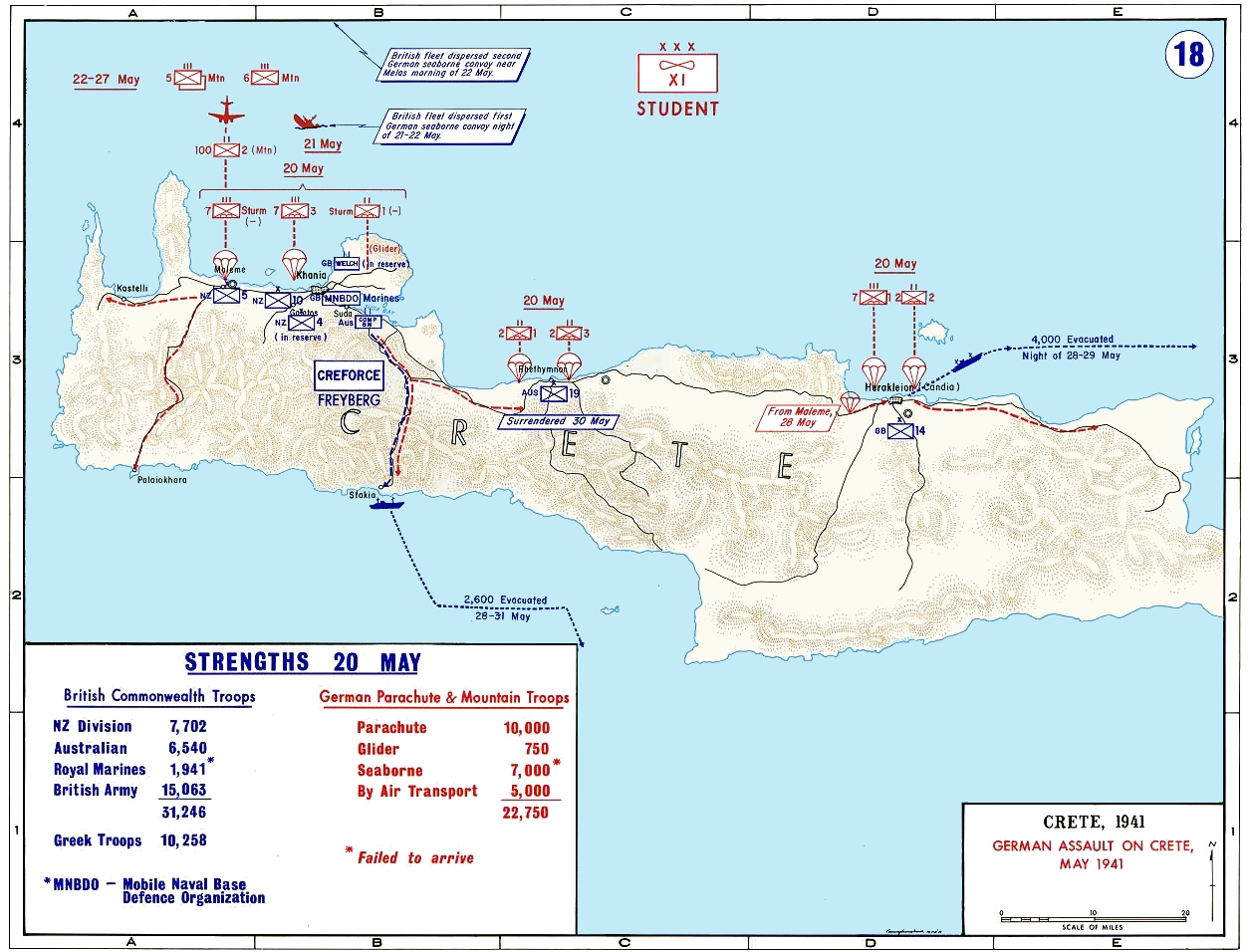
A német támadás térképe

A támadást sok vita előzte meg a német vezérkarban – a merész vállalkozás ugrás volt az ismeretlenbe. Mindenki egyetértett a Maleme-i repülőtér elfoglalásának fontosságában, sőt a flotta és a légierő parancsnokai azt javasolták, ide összpontosítsanak minden erőt. Student tábornok, az ejtőernyősök parancsnoka a meglepetés fontosságát hangsúlyozva nagy területen, több célpontot egyszerre támadva vette volna be csapatait. Végül kompromisszumként három hadműveleti zónára osztották a szigetet: Nyugat (Maleme), Közép (Rethymno városa és a központi völgyek), valamint Kelet (a főváros, Iráklio). E felosztás a három legfontosabb repülőtér elhelyezkedésén alapult, fontos cél volt még Haniá, és a Szúdai-öböl kikötője. A három repteret, a városokat és kikötőt még az első napon tervezték elfoglalni.
A németek súlyosan alábecsülték Kréta védelmét. 15 000 szövetséges katonára számítottak, ehelyett azonban ennek kétszerese, sőt még 11 000 görög katona is volt a szigeten.
A szövetségesek részéről Freyberg tábornok erődítéseket építtetett a sziget kulcsfontosságú pontjain, álcázott légvédelmi állásokat hozatott létre, megpróbálta a csapatait rendbe szedni, a harcképteleneket kiüríttetni, és intézkedéseket tett a Maleme-i reptér megsemmisítésére. Ez utóbbit azonban felettesei megtiltották. Kérdés, mi lett volna, ha ez nem így történik – a csata során német szállítógépek szálltak le a tengerpartokon, illetve kisebb síkságokon is, így valószínűleg a második hullámot ép repülőtér hiányában is le tudták volna tenni, bár kétségtelen, hogy nagyobb veszteségek árán.
A németek a taktikai célok elérése érdekében létrehozták a XI. légihadtestet, amelybe a 7. repülőhadosztályt szervezték át, és szinte minden rendelkezésre álló Ju 52/3m szállítógépet. A 7. hadosztályba három ejtőernyős ezred tartozott, a légvédelmi és műszaki zászlóaljaira itt nem volt szükség. A hadtest összesen 493 darab Ju 52 szállító, 80 darab DFS 230 vitorlázó géppel rendelkezett. 10 000 katonát terveztek desszantolni, és 750-et vitorlázókkal szállítani. A desszantok támogatását a VIII. légihadtest végezte, ahová a X. légihadtest néhány ezredét is átvezényelték. 280 darab bombázó (Ju 88, He 111, Do 17) és négy vadászszázad Bf 109 E–7 végezte ezt a feladatot.

## Első nap, május 20.

### Nyugati szektor
Május 20-án reggel 8-kor Eugen Meindl tábornok 500 katonája kezdte az akciót, akik vitorlázókkal szálltak le a málemei repülőtér és a közeli Hania város körzetében. A repülőteret védő 21., 22. és 23. új-zélandi zászlóaljak eredményesen védekeztek, és súlyos veszteségeket okoztak a támadóknak. A támadók légitámogatása akadozott, mert a talajt sűrű köd borította. Az első hullám folytatásában 1860 ejtőernyős érkezett a repülőtér és Tavronitisz körzetébe. A támadó német 1. rohamezred III. zászlóaljának egyik százada 126 fős állományából 10-en maradtak életben az első nap végére. A zászlóalj 600 katonájából 400 esett el aznap.
A repülőtér körzetébe ledobott csapatokat csaknem az utolsó emberig megsemmisítették a védők: az ejtőernyősök közül a legtöbben akkor estek el, amikor fegyvereiket próbálták meg összeszedni. A második hullám csapatait már jól előkészített aknavető-tűz fogadta, és már leszállás közben óriási veszteségeket szenvedtek. A gépeikből kikászálódó németeket az új-zélandiak és görögök határozott puskatüze ritkította tovább.
Mint az várható volt, számos német egység ért földet kijelölt körzetétől távol, a repülőtértől nyugatra, illetve a Hania várost körülvevő völgyekben. Ezek a csapatok kisebb veszteségeket szenvedtek, és harckészségüket megőrizve védekezésre ásták be magukat a helyzet tisztázódását várva. Mivel „mindenhol németek voltak”, a szövetséges parancsnokok sem látták tisztán a helyzetet, és nem merték csapataikat a leginkább veszélyeztetett pontok felmentésére indítani.
A görög csendőrség és a kadétok, kiegészülve a szervezés alatt álló zászlóaljak katonáival és a rövidesen elemi erővel kitörő spontán népfelkelés erőivel szintén eredményesen vették fel a harcot a támadókkal.

### Központi szektor: Szúdai-öböl és Rethimno
A központi szektort támadó erők parancsnoka Wilhelm Süssmann tábornok volt. A Szúdai-öbölben szintén reggel 8 óra körül kezdődött a támadás Richard Heidrich ezredes vezetésével. Ejtőernyősök és vitorlázóval szállított katonák vegyesen alkották a 2460 fős állományt. Az utóbbi 270 roham-ejtőernyős elsődleges feladata az Akrotiri-félsziget légvédelmének kiiktatása volt. Ez a harccsoport is súlyos veszteségeket szenvedett.
A központi csoport második hulláma 1380 ejtőernyőssel, Sturm ezredes vezetésével támadta Rethimno repülőterét. Földet érésük az indítóbázis logisztikai problémái miatt 16:15-től több mint egy óráig elhúzódott.

### Keleti szektor: Iráklio
A keleti szektort Bruno Bäuer tábornok csapatai támadták. A desszantot Julius Ringel tábornok ejtőernyősei alkották, 14:30-kor kezdték az akciót, de a 2360 ember földet érése egészen 19:30-ig tartott.
Iráklió, a főváros védelmét a brit 14. gyaloghadosztály látta el, kiegészítve egy ausztrál zászlóaljjal valamint a görög 3. és 7. hadosztályokkal, és a helyőrséggé átszervezett (krétai) 5. hadosztály szigeten maradt részeivel. A görög csapatok felszereltsége és utánpótlása siralmas volt, különösen a volt 5. hadosztályé, amelynek szinte minden felszerelése a szárazföldön rekedt.
A németek már az első nap betörtek a városba, elfoglalva a görög laktanyákat és a kikötői dokkokat. A görög csapatok ellentámadást indítottak, és kiszorították a németeket a laktanyákból. Az utcai harcok során a németek elfogott civileket használtak emberi pajzsnak, és röplapokat dobtak le, amelyben a város elpusztításával fenyegetőztek, ha a védők nem adják meg magukat azonnal. Másnap a város súlyos bombatámadást kapott. A súlyos veszteségeket szenvedett görög egységeket kivonták a városból, és a Knósszosz felé vezető úton védelembe vonultak.
Az első nap végére a kitűzött négy cél közül a 107-es magaslat és a málemei repülőtér elfoglalását sikerült a németeknek elérni. A Ju 52-esek másnap 16 órától már leszállhattak ezen a repülőtéren. Ennek ellenére a súlyos veszteségek miatt úgy tűnt, hogy a több célpont egyidejű megtámadását előíró haditerv katasztrófához vezetett. A németek nem sejtették, hogy az eredményes szövetséges légvédelmet a hírszerzés látta el adatokkal, és azt sem tudták, hogy a védők is kritikus problémákkal küzdenek.
Az első nap földet ért katonák között volt Max Schmeling korábbi nehézsúlyú ökölvívó-világbajnok is, aki őrvezetőként szolgált az ejtőernyősöknél. Schmeling túlélte a csatát és a háborút is, és 2005-ben, 99 éves korában halt meg.

### Népi felkelés
A csata kezdetétől fogva a szabadságszerető krétaiak tömegei vették fel a harcot önként a támadókkal, olyan fegyverekkel, amilyen éppen akadt. Sokan még a török időkben elrejtett ősi mordályokat ástak elő. A birkapásztorkodással (és tolvajlással) foglalkozó vidékiek között minden családban volt lőfegyver. Ahol nem, ott késekkel és bunkósbotokkal támadtak a németekre. Megesett, hogy egy aggastyán a sétapálcájával vert agyon egy, az ejtőernyőjébe belegabalyodott katonát, aki a kertjében ért földet. A felkelés olyannyira tömeges és eredményes volt, hogy a görög adartészek (szabadságharcosok) beavatkozása több helyen fordította meg a harcok kimenetelét már az első nap.
A felkelők dühe akkora volt, hogy Kastellinél és Paleochora-nál a brit csapatoknak kellett megakadályozni a foglyul ejtett németek lemészárlását. (Német források beszámolnak a civilek kezébe került fogoly és sebesült ejtőernyősök brutális meglincseléséről több esetben, illetve erre hivatkoztak a későbbi német megtorlások során).

### György király szerencsés megmenekülése
A szigeten, Hania város környékén a miniszterelnök egyik villájában tartózkodott II. György görög király, aki a szárazföld kiürítése során került ide. Az uralkodó helyzete eléggé kényes volt, mivel a krétaiak túlnyomó többsége köztársaság-párti volt, és a királyt 1924-ben a trónjától megfosztó és száműzetésbe kényszerítő krétai származású Elefthériosz Venizélosz pártjához tartozott. A németek tudtában voltak ennek, és remélték is, hogy a krétaiak segítségével sikerül a királyt elfogniuk, ami jelentős propaganda-győzelem lett volna. A Brit Királyi Haditengerészet ezt megakadályozandó az invázió megindulásakor rögvest küldött a király és kísérete számára egy torpedórombolót.
Az uralkodó és a politikusok egy szakasz új-zélandi katona és krétai csendőr védelme alatt azonnal elindultak nehezen járható a hegyi utakon a hajó felé, percekkel azelőtt, hogy a villát elfoglalta volna egy (egyébként tévedésből oda ledobott) német egység. A kockázatos út során a király és kísérete többször került németek és görög felkelők puskatüzébe, de mindig sikerült továbbjutniuk. Éjszakai pihenőjük során meglepte őket egy csapat az előző nap megszökött börtöntöltelék, akik azonban jó hazafi módjára nem árulták be a csoportot az őket akkor már üldöző németeknek.
A király és kísérete sikeresen elérte a HMS Decoy brit rombolót, és május 22-én megérkezett Alexandriába.

## Második nap, május 21.
Az éjszaka folyamán a kritikus 107-es magaslatot védő új-zélandi zászlóalj egy félreértés következtében visszavonult. A németek azonnal birtokba vették a Maleme-i repülőteret. A szövetségesek, ellentámadásba küldhető mobil egységeik nem lévén, tüzérségi tüzet zúdítottak a repülőtérre, de a németek berendezkedését máshogy nem tudták akadályozni. Estére már a német 5. hegyi hadosztály szállítógépei landoltak a repülőtéren. Leszállás és kirakodás közben a gépek közül sokat tüzérségi találat ért, de a friss német csapatok és utánpótlás folyamatosan érkezett be, gyökeresen megfordítva ezzel az erőviszonyokat.

### Tengeri hadműveletek
A németek, kétségbeesett kísérletként a szigeten harcoló csapataik megerősítésére egy kis partraszálló flotillát indítottak útra, az olasz Lupo romboló védelme alatt. Az éjszaka folyamán a brit haditengerészet felfedezte a konvojt, és azonnal támadást indított. Az egy szál olasz romboló, Francesco Mimbelli parancsnoksága alatt bátran manőverezve feltartotta a jóval erősebb brit hajóraj támadását, és fedezte a flotilla visszavonulását. A csata során kb. 300 német katona veszett a tengerbe, de a flotilla többsége, mintegy 2000 német katonával megmenekült az elsüllyesztéstől.
Ezzel egy időben az StG 2 bombázói a HMS Juno cirkálót elsüllyesztették.

## Harmadik nap, május 22.
Freyberg tábornok a május 22-ére virradó éjszaka ellentámadást indított két új-zélandi zászlóaljjal a reptér visszavételére. További német partraszállási kísérlettől tartva nem mert további csapatokat a támadásra csoportosítani. A védelemre berendezkedett ejtőernyősök és a frissen beérkezett 5. hadosztály katonái azonban túl erősnek bizonyultak, és a támadás kudarcot vallott.
22-e hajnalától kezdve megfordult a helyzet, és az egyre erősödő németek megpróbálták bekeríteni a sziget keleti felében védekező szövetségeseket, akik ezt elkerülendő fokozatosan nyugat felé vonultak vissza.

### Tengeri csata május 22-én
Cunningham admirális, brit flottaparancsnok a további német partraszállási kísérleteket megakadályozandó, egy újabb hajórajt (három cirkáló, négy romboló) küldött ki, akik meg is támadták a Kréta felé haladó újabb német-olasz konvojt, amelyet szintén egy olasz hadihajó kísért. A britek elsüllyesztettek egy, a konvojtól leszakadó szállítóhajót, azonban napfelkelte után a Luftwaffe gépei (StG 2, II/KG 26, KG 2 bombázóezredek) rájuk bukkantak és sorozatos légitámadásokat intéztek ellenük. Találatot kapott a HMS Carlisle cirkáló és megsérült a HMS Naiad könnyűcirkáló is. A német szállítóhajót elsüllyesztő brit cirkálót az mentette meg, hogy a német bombázók nem voltak hajlandók megtámadni az angol hajót, mert körülötte úsztak az elsüllyesztett szállítóhajóról a vízbe került német katonák.
A brit hajóraj visszatért a Krétától keletre a Kaszo szorosban állomásozó főerőkhöz, azonban a német bombázók ide is követték őket, és lankadatlanul támadták a brit flottát. Találat érte a HMS Warspite és HMS Valiant csatahajókat, elsüllyedt a HMS Greyhound romboló valamint végzetes találatot kaptak a HMS Gloucester és HMS Fiji cirkálók is.
A Brit Királyi Haditengerészet két könnyű cirkáló és egy romboló elvesztése valamint több más hajó sérülése árán megakadályozta a német partraszállást, azonban áldozatuk hiábavaló volt, mert a krétai csata sorsa – a repülőtér elvesztésével – már eldőlt.

## Május 23–27.
A szövetséges csapatok, nem tudván felvenni a harcot a frissen beérkező német erősítésekkel, fokozatosan vonulnak vissza a sziget déli-délkeleti részeire.

### Május 23.: további brit hajóveszteségek
Az 5. brit rombolóflotilla, 5 egysége megérkezett a Kréta környéki vizekre és különböző támogató manőverekbe fogott (a málemei reptér ágyúzása, a korábbi tengeri ütközetek túlélőinek felkutatása stb.) Német bombázók rövid idő alatt elsüllyesztették a HMS Kelly és HMS Kashmir rombolókat, a többi gyorsan távozott Alexandria irányába.

### Május 23–26.
Kastelli térségében a német 5. hegyi hadosztály csapatai kiszabadítottak egy csoport még 20-án fogságba esett ejtőernyőst, akik azonnal korábbi fogva tartóik ellen támadtak, és megölték, illetve elfogták az átszervezés alatt álló 1. görög ezredhez vezényelt új-zélandi tiszteket. A mintegy 1000 rosszul felszerelt görög katona (összesen csak kb. 600 puskájuk és puskánként csak néhány töltényük volt) elkeseredett harcban három napig tartott ki az egyre erősödő német nyomással szemben.

### Május 27.
A németek elfoglalták Kastelli kikötőjét, és harckocsikat tettek partra. A KG 2 bombázóezred megrongálta a HMS Barham csatahajót.
A nap során új-zélandi (maori) és ausztrál csapatok Hania térségében szuronyrohammal támadtak és futamíttottak meg egy jelentősebb német egységet.

### A döntés
Felismerve a további harcok reménytelenségét, London május 27-én határozza el a sziget kiürítését. Freyberg ezzel összhangban utasítást ad a még harcoló csapatoknak, hogy fokozatosan húzódjanak a sziget déli-délkeleti partja felé.

## Kiürítés, május 28–31.

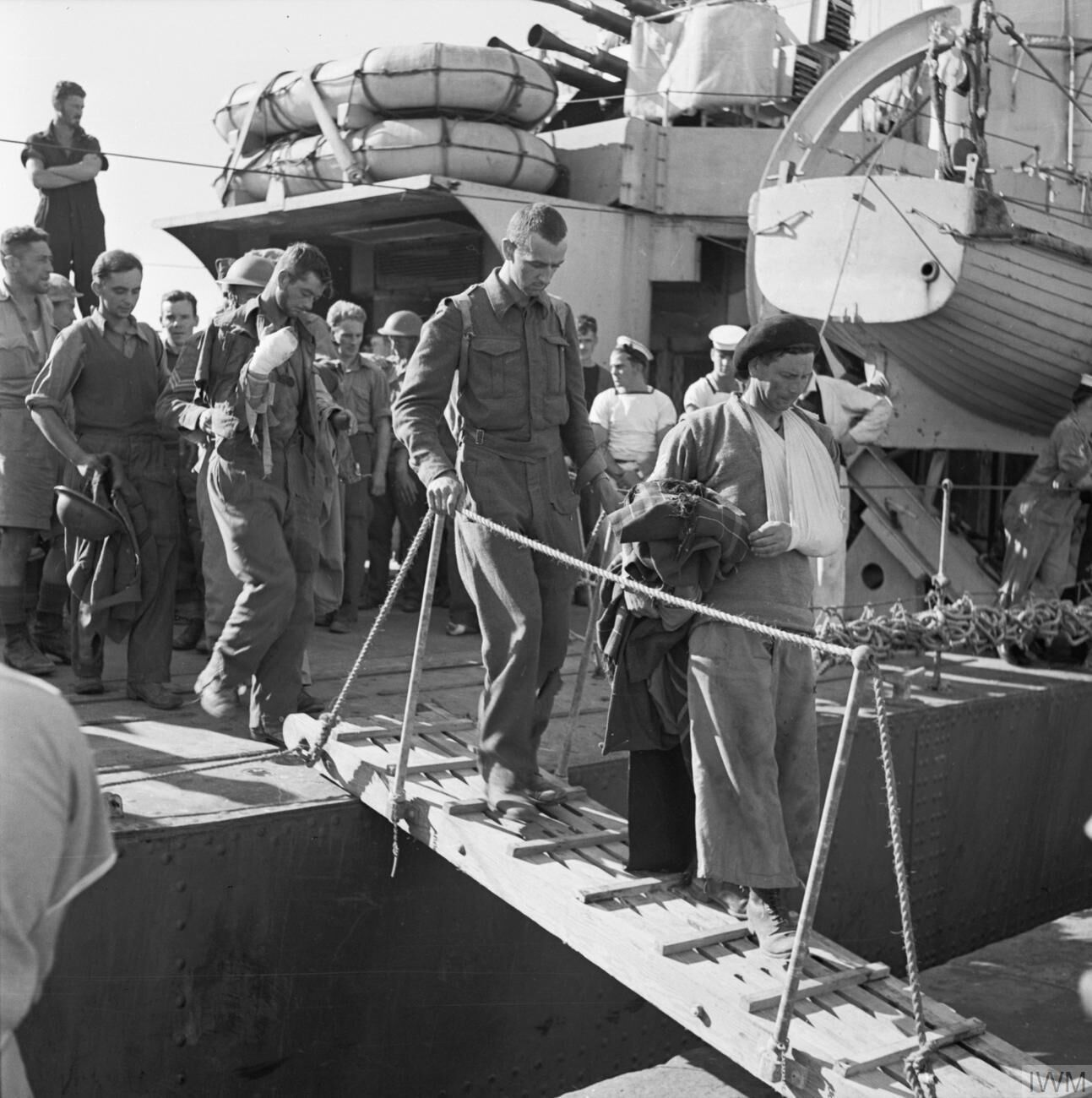
Sebesült brit katonák érkezése Alexandriába

Négy éjszaka alatt a Királyi Haditengerészet több, mint 16 000 szövetséges katonát vitt át Egyiptomba. A csapatok nagy része Szfakia kikötőjében szállt hajóra, kisebb részük a fővárosban, Iráklióban május 28-án. Az innen kihajózó konvojt német zuhanóbombázó-támadás érte és súlyos veszteségeket szenvedett. A HMS Hereward és HMS Imperial rombolók elsüllyedtek, a HMS Dido és HMS Orion komolyan megrongálódott. Körülbelül 9000 ANZAC (ausztrál és új-zélandi) katona és több ezer főnyi görög fegyveres maradt a szigeten. Őket fokozatosan visszaszorította és bekerítette a túlerő, és többségük elesett, megsebesült vagy fogságba került. Ekkorra már olasz csapatok is részt vettek a hadműveletekben.
A harcok során szétvert szövetséges alakulatok több ezernyi katonája rejtőzött el a sziget belsejében a civil lakosság hathatós támogatásával.

### A 8. görög ezred akciói
A sziget középső részén, a stratégiailag fontos Alikianosz faluban állomásozott a 10. új-zélandi dandárhoz beosztott 8. görög ezred. Az ezred inkább zászlóalj erejű volt – 850 rosszul felszerelt katonája főleg fiatal krétai újoncokból, csendőrökből és tisztiiskolás kadétokból állt. A falut már első nap el akarták a németek foglalni, és az új-zélandi tisztek úgy gondolták, már az is szerencse, ha pár órára késlelteti őket a görög ezred.
Tévedtek. Az első nap támadó ejtőernyős utászokat súlyos veszteséggel verték vissza a hősiesen védekező görögök, majd a következő napok során két teljes német ezred támadásait hiúsították meg.
Alikianosz védelmével a 8. görög ezred egész Nyugat-Kréta kiürítését tette lehetővé, és hosszú napokon keresztül fedezte az egész szövetséges sereg visszavonulását.

### Maori visszavonulás
Az 5. új-zélandi dandár visszavonulását Szfakia felé két maori század fedezte Rangi Royal százados vezetésével, akik már 27-én kitüntették magukat szuronyrohamukkal.
A két század először megtámadta és megfutamította a német csapatok előőrseként haladó hegyivadász-zászlóaljat, majd 24 mérföldön keresztül harcolva vonult vissza a túlerő elől. Mindeközben csupán két halottat és 8 sebesültet veszítettek (akik közül egyet sem hagytak hátra).

### A Laycock-különítmény
A kb. zászlóalj erejű kommandós-különítmény, Robert Laycock parancsnoksága alatt meglepő módon Egyiptomból érkezett Krétára, mielőtt a kiürítés megkezdődött volna. A különítmény volt az egyetlen mozgatható brit tartalék az egész Közel-Keleten. Éppen csak hogy elfoglalták pozícióikat Szuda kikötőjénél, amikor megérkezett az általános kiürítést elrendelő parancs. Az elkövetkező harcok és a kiürítést jellemző káosz során a különítmény több részre szakadt, Laycock mintegy 200 emberével, egy csapat légvédelmi tüzérrel és a szigeten maradt 3 működőképes brit tankkal részt vett a visszavonulás fedezésében.
Egy darabig együtt harcoltak Royal százados maori csaparaival, majd elszakadtak tőlük, a maorik kitörtek, a különítményt pedig bekerítették a németek. Laycock egy tiszttársával az utolsó tankkal áttörte a német vonalat és megmenekült, de a különítmény egésze 75%-os veszteséget szenvedett.

### Bajtársiasság
A csata teljes lefolyása alatt a brit haditengerészet mindent megtett a szárazföldi csapatok támogatása érdekében, és a német légifölénynek köszönhetően súlyos veszteséget szenvedett. Amikor a brit hadsereg tisztjei aggodalmukat fejezték a növekvő hajóveszteségek miatt, Cunningham admirális, közel-keleti flottaparancsnok azt válaszolta nekik, hogy a brit királyi haditengerészek még soha, sehol nem hagyták cserben szárazföldi bajtársaikat, és ez ezúttal sem fog megváltozni.
"Egy hadihajó megépítéséhez három év kell, egy tradíció megteremtéséhez 3 évszázad" mondta angolosan.
Alistair Hamilton őrnagy, a skót Black Watch ezred egyik századának parancsnoka így fejezte ki katonái érzéseit: "Amíg hó borítja az Ida hegyét, a Black Watch katonái védeni fogják Kréta szigetét, és nem távoznak". Hamilton őrnagy a sziget védelmében esett el, és amikor katonáit Kréta elhagyására utasították, zúgolódni kezdtek. Általános volt a vélemény, hogy a szövetségesek – ígéreteiket és szövetségesi kötelezettségüket megszegve – magára hagyják a görög népet. A visszavonulás során a szövetségesek megsemmisítették nehézfegyverzetüket, hogy ne kerüljön a németek kezére, de sok katona a görög civileknek és ellenállóknak adta át kézifegyverét és maradék lőszerét, hogy legalább ennyivel segítse őket.

### Kapituláció
Május 30-án Campbell ezredes, Heraklion parancsnoka kapitulált maradék csapataival. Rethymno védői is megadták magukat, és a német előőrsök kapcsolatot teremtettek a csata végnapjai során a sziget keleti részén partra szállt olasz erőkkel.
Június elsején kapitulált Szfakia, az utolsó szövetséges kikötő is.

## A csata után

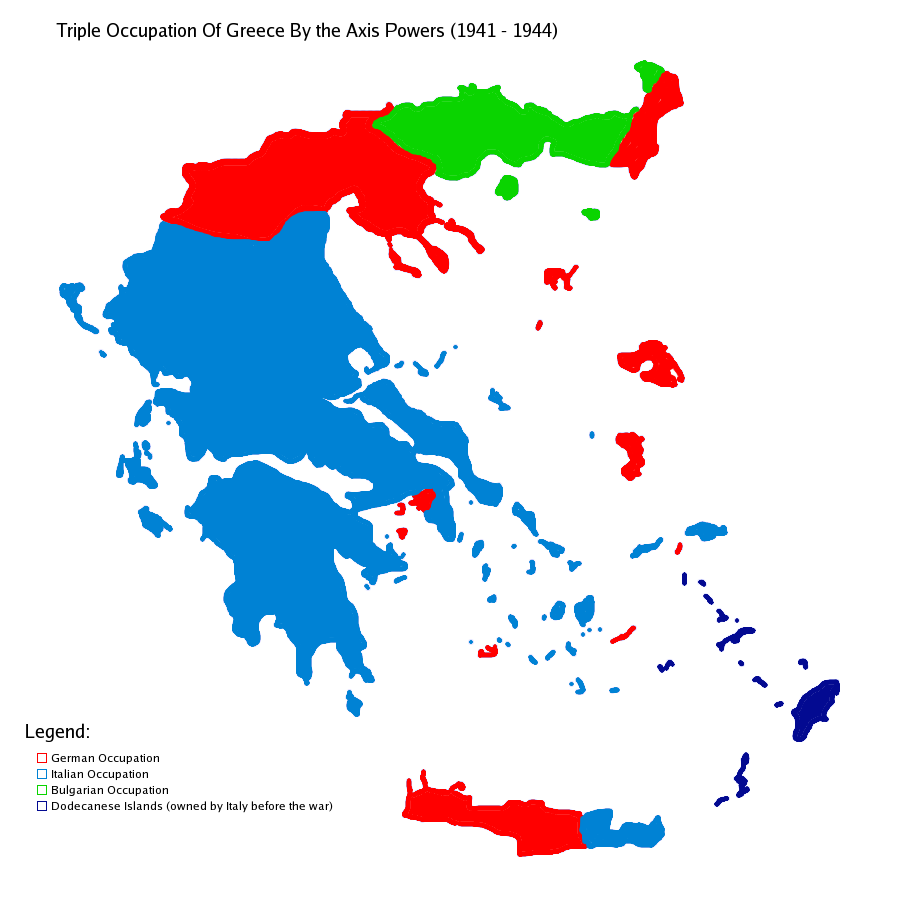
Német és olasz megszállási zónák Krétán és Görögországban

A csatát követően a szövetségesek részéről komoly aggodalmak fogalmazódtak meg, hogy a tengelyhatalmak a jól bevált recept ismétlésével megkísérlik Ciprus és Málta elfoglalását, és az észak-afrikai olasz csapatok támogatásával légi és tengeri hadműveletet indítanak Egyiptom és a Közel-Kelet irányába.
A Szovjetunió elleni hadműveletek megindultával ezek az aggodalmak alaptalanná váltak.
A krétai hadműveleteknek csekély hatása volt a Barbarossa hadművelet alakulására, a német vadász- és bombázóveszteségek csekélyek voltak, és a kötelékek időben át tudtak települni kijelölt lengyelországi és romániai repülőtereikre.
Szállítórepülők, amelyekben a veszteség súlyos volt, nagyarányú alkalmazását a keleti fronton nem tervezték, és Sztálingrád légi ellátása sem elsősorban a szállítógépek hiánya miatt vallott kudarcot (bár a kapacitáshiány kétségtelenül szerepet játszott).
Fontosabb volt, hogy a veszteségek miatt Hitler a háború végéig megtiltott minden nagyarányú ejtőernyős-hadműveletet. Kimondottan ejtőernyős-támadást(a fegyvernem újszerű volta és a tapasztalatok hiánya miatt) nem terveztek a keleti frontra. Szakértők egyetértenek azonban, hogy az orosz front jellegzetességei miatt (nagy kiterjedés, gyér úthálózat, gyenge légvédelem) a hadjárat kezdeti szakaszában jelentős sikerek elérésére lett volna lehetőség, és felgyorsítható lett volna a szárazföldi csapatok előrenyomulása.
A német ejtőernyősök sikere mély benyomást tett a szövetséges parancsnokokra (a veszteségekről nem voltak pontos ismereteik), és a csata hatására kezdték szervezni saját ejtőernyős-hadosztályaikat, amelyeket aztán többek között a Market-Garden hadműveletben vetettek be.

### A sziget és a hátramaradott csapatok sorsa
A nagy veszteségek és elsősorban a civil lakosság váratlan és heves ellenállása felingerelte a németeket, akik kegyetlen megtorló intézkedéseket vezettek be. Az elfogott ellenállókat megkínozták és kivégezték, és minden egyes, német katonákat ért támadást civil túszok szedésével és kivégzésével toroltak meg.
Ez csak fokozta a krétaiak dühét, és a sziget nehezen megközelíthető hegyes-völgyes vidékein eredményes partizánháború bontakozott ki.
A szigeten ragadt és a lakosság segítségével bujkáló szövetséges katonák kimentésére a brit titkosszolgálat ügynököket dobott le. Az ügynökök sok bujkáló katona menekülését szervezték meg. Görög ellenállók kis csoportokban éjszaka a tengerpartra vezették a katonákat, akiket a brit haditengerészet tengeralattjárói vettek fel.
A bujkáló katonák legnagyobb része idővel német fogságba esett, bár egy évvel a csata vége után még mindig kb. 500, a szigeten maradt szövetséges katona bujkált, vagy harcolt a partizánokkal együtt.
A ledobott brit ügynökök a szigeten maradtak, felkarolták a görög ellenállók ügyét, szállítógépekkel éjszaka ellátmányt dobattak le nekik, hírszerző- és futárszolgálatot szerveztek, és várták a pillanatot a sziget visszafoglalására.
1944-ben az egyik brit ügynök, Patrick Leigh Fermor foglyul ejtette és Kairóba vitte a sziget német parancsnokát, Heinrich Kreipe tábornokot.
A sziget csak a háború végén, a német kapitulációval szabadult fel.

## Fordítás
- Ez a szócikk részben vagy egészben a Battle of Crete című angol Wikipédia-szócikk fordításán alapul.  Az eredeti cikk szerkesztőit annak laptörténete sorolja fel. Ez a jelzés csupán a megfogalmazás eredetét és a szerzői jogokat jelzi, nem szolgál a cikkben szereplő információk forrásmegjelöléseként.